# Razkrižje
Razkrižje (maďarsky Ráckanizsa, chorvatsky Raskrižje) je jednou ze 6 vesnic, které tvoří občinu Razkrižje v Pomurském regionu, ve Slovinsku.
Vesnice je správním centrem občiny a v roce 2002 zde žilo 242 obyvatel.

## Poloha, popis
Razkrižje leží přibližně uprostřed občiny na obou březích říčky Ščavnica.
Nadmořská výška obce je zhruba 170 – 230 m. Celková rozloha je 1,9 km² [zdroj?].